# Graeme Morrison
Pour les articles homonymes, voir Morrison.
Pas d'image ? Cliquez ici

a Compétitions nationales et continentales officielles uniquement.

b Matchs officiels uniquement.
Dernière mise à jour le 22/02/2017.
Graeme Alexander Morrison, né le 17 octobre 1982 à Hong Kong, est un joueur de rugby à XV qui joue avec l'équipe d'Écosse entre 2004 et 2013, évoluant au poste de trois-quarts centre (1,88 m et 104 kg).

## Carrière

### En club
- 2003-2013 : Glasgow Warriors

Il a participé à 33 matchs de coupe d'Europe de rugby entre 2003 et 2013.
Il annonce sa retraite sportive, après de la défaite en demi-finale de Glasgow face au Leinster lors de la saison 2012-2013 du Pro12, en raison de problèmes au genou.

## Biographie
Il a eu sa première cape internationale le 13 juin 2004 contre l'équipe d'Australie.

## Palmarès
- 35 sélections
- 3 essai, 15 points
- Sélections par années : 6 en 2004, 5 en 2008, 7 en 2009 , 10 en 2010, 4 en 2011, 3 en 2012
- Tournoi des Six Nations disputé : 2008, 2009, 2010 et 2012
- Coupe du monde disputée : 2011